# Argyrophylax trisetosa
Argyrophylax trisetosa là một loài ruồi trong họ Tachinidae.